# Elohim

Elohim escrito em alfabeto hebraico

Eloim ou Elohim (do hebraico אֱלוֹהִים , אלהים, pronunciado elohim) é um substantivo que se refere a Deus, usado na língua hebraica moderna e antiga.
Termo comum usado nas escrituras hebraicas, Elohim pronunciando  Elo’him (em hebraico: אלהים) é o plural adjetivo de dois gêneros da palavra Eloah (אלוה), considerado pelos estudiosos judeus como plural majestático (pluralis majestatis) ou de excelência (pluralis excellentiæ), expressando grande dignidade, traduzindo-se por "Elevadíssimo" ou "Altíssimo".

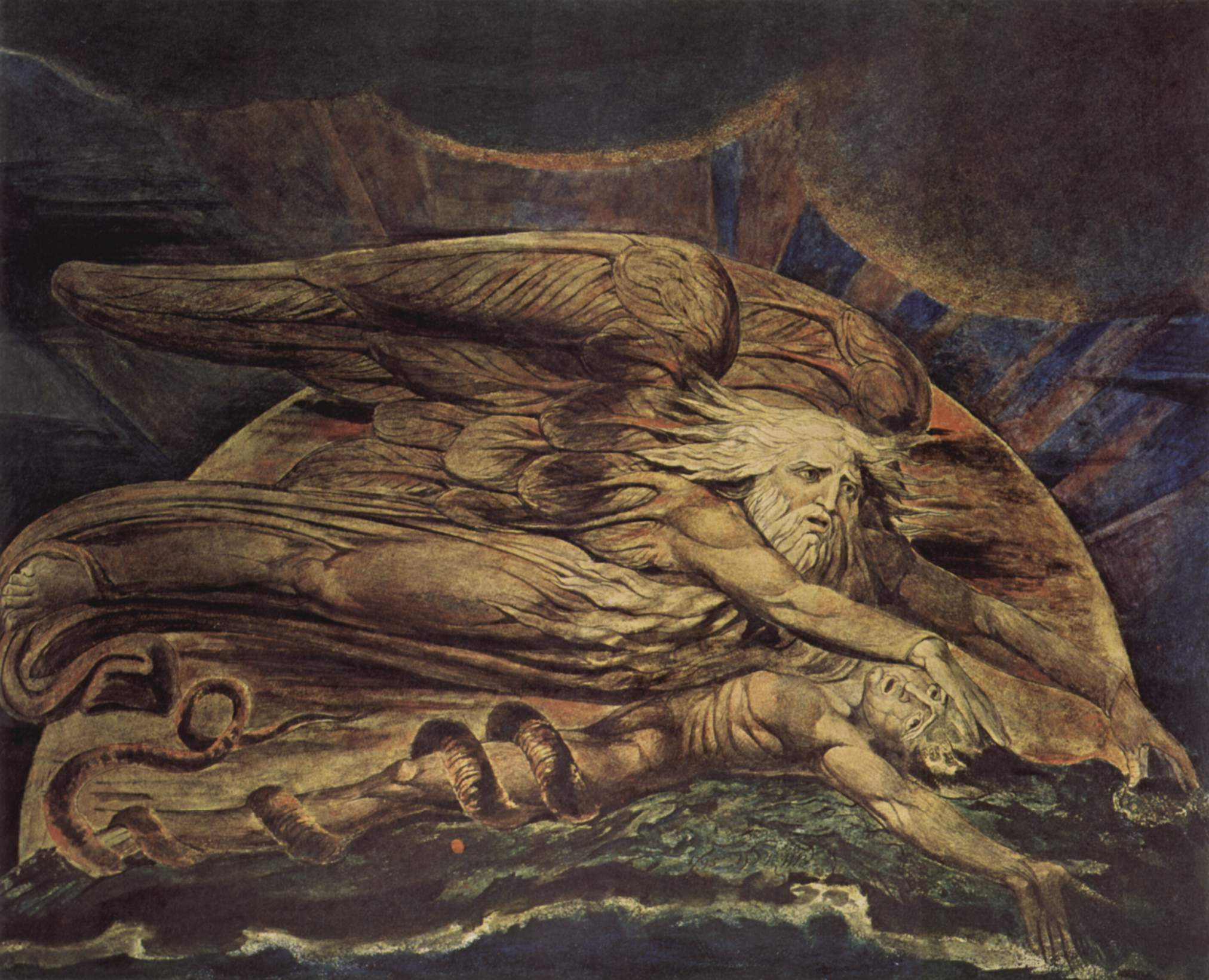
And Elohim created Adam de William Blake.

## Origem e Uso
As origens da palavra Elohim são geralmente ligadas ao termo hebraico אל (El), cuja etimologia e significados originais são disputados.
É um termo polissêmico, distinguido pela sua concordância.
Quando aplicado ao Deus monoteísta das religiões abraâmicas, sua concordância verbal e nominal é singular.
Quando referido às deidades (por exemplo, Gen 35:2; Ex 18:11, Jó 1:6; Sal 8:5) ou magistrados (Ex 21:6; 1 Sam 2:25), Elohim é plural em si e em sua concordância.
A palavra אל era utilizada para designar ordinariamente as diversas divindades cananitas (comparar com o assírio Ilu), e deu origem a outro termo:אלוה. Com o significado de o elevado, ocorre somente em um período tardio na poesia e prosa judaica (em Jó, 41 vezes).

## Incidência e variação
De acordo com o Strong H430, Elohim possui a seguinte incidência na torá:
- Elohim, 2.570 vezes;

- Eloah, 57 vezes;[15]

- El, 226 vezes;

- Elim, 9 vezes.

## Religião Cananeia
A palavra el (singular) é um termo padrão para "deus" em aramaico, paleo-hebraico e outras línguas semíticas relacionadas, incluindo o ugarítico. O panteão dos deuses cananeus era conhecido como 'ilhm, o equivalente ugarítico a elohim. Por exemplo, no ciclo ugarítico de Baal, lemos sobre "setenta filhos de Aserá". Cada "filho de deus" foi considerado a divindade originária de um povo em particular. (KTU 2 1.4.VI.46).